# Amortiguador sísmico
Un amortiguador sísmico es un dispositivo instalado en estructuras como edificios y puentes para disipar la energía generada por movimientos sísmicos. Su función principal es reducir las vibraciones y deformaciones inducidas por un terremoto, aumentando así la seguridad y estabilidad de la construcción y protegiendo la integridad de sus ocupantes.

## Principio de funcionamiento
Los amortiguadores sísmicos funcionan absorbiendo y disipando la energía cinética producida por un sismo. Al convertir esta energía en calor u otras formas, disminuyen la amplitud de las vibraciones y reducen las fuerzas internas que actúan sobre la estructura, minimizando posibles daños estructurales.

## Tipos de amortiguadores sísmicos

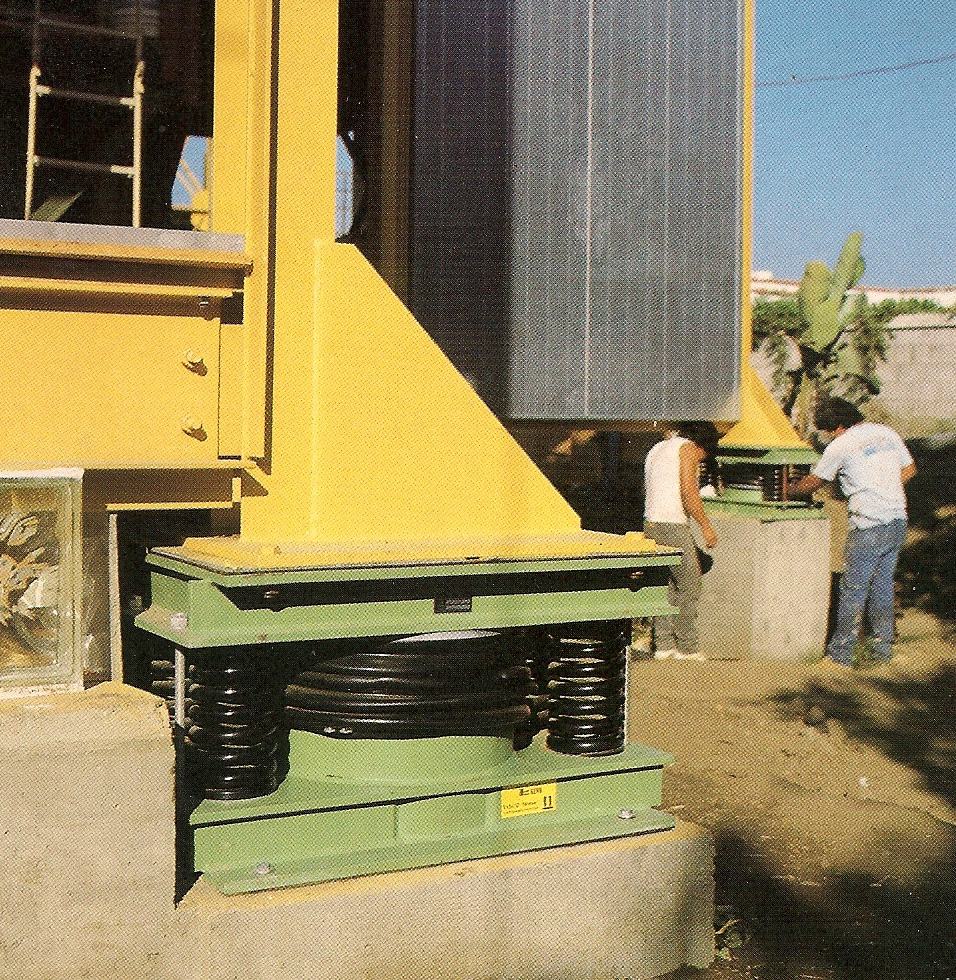
Amortiguador de resorte.

- **Amortiguadores viscosos:** Utilizan fluidos viscosos, como aceite o silicona, para absorber la energía. El fluido es forzado a través de orificios o válvulas durante el movimiento sísmico, disipando la energía mediante resistencia viscosa. Son efectivos para una amplia gama de frecuencias y amplitudes de vibración.

- **Amortiguadores viscoelásticos:** Fabricados con materiales que poseen propiedades tanto viscosas como elásticas. Al deformarse, estos materiales almacenan y disipan energía, proporcionando amortiguamiento y rigidez adicional a la estructura.

- **Amortiguadores de fricción:** Operan mediante la fricción entre dos superficies sólidas. Durante un sismo, las superficies se deslizan entre sí, disipando energía a través del rozamiento. Son simples y efectivos, aunque su rendimiento puede variar con el desgaste y las condiciones ambientales.

- **Amortiguadores de resorte:** Combinan resortes y elementos amortiguadores para permitir un movimiento controlado de la estructura y absorber la energía sísmica. Los resortes almacenan energía elástica mientras los amortiguadores disipan la energía no deseada.

- **Amortiguadores de masa sintonizada:** Consisten en grandes masas instaladas en puntos específicos de la estructura, generalmente en la parte superior. Estas masas se mueven en oposición al movimiento sísmico, contrarrestando las fuerzas y reduciendo las oscilaciones. Un ejemplo notable es el amortiguador de masa sintonizada del Taipei 101.

## Aplicaciones
Los amortiguadores sísmicos son ampliamente utilizados en edificaciones y puentes ubicados en zonas de alta actividad sísmica, especialmente en países del Cinturón de Fuego del Pacífico como Chile, Japón y los Estados Unidos. Su implementación es crucial para garantizar la seguridad estructural y la funcionalidad post-sismo de infraestructuras vitales.
Estos dispositivos suelen emplearse en conjunto con otros sistemas de protección sísmica, como el aislamiento sísmico, para maximizar la reducción de las fuerzas transmitidas a la estructura durante un terremoto.

## Edificios notables que incorporan amortiguadores sísmicos
- **Taipei 101** (Taipéi, Taiwán): Cuenta con un amortiguador de masa sintonizada de 660 toneladas suspendido entre los pisos 88 y 92, visible para los visitantes.
- **Torre Mayor** (Ciudad de México, México): Equipada con 98 amortiguadores sísmicos que le permiten resistir fuertes terremotos, proporcionando seguridad adicional en una zona altamente sísmica.
- **Citigroup Center** (Nueva York, Estados Unidos): Incluye un amortiguador de masa sintonizada para reducir las oscilaciones causadas por el viento y los sismos.
- **John Hancock Center** (Chicago, Estados Unidos): Utiliza amortiguadores para controlar las vibraciones estructurales y mejorar el confort de los ocupantes.
- **Titanium La Portada** (Santiago de Chile, Chile): Incorpora sistemas de amortiguamiento para optimizar su desempeño sísmico en una región propensa a terremotos.